# Лиляна Русева
Лиляна Русева е българска художничка.

## Биография и творчество
Родена е на 6 април 1932 г. в София. Завършила е Художествената академия, специалност илюстрация при проф. Илия Бешков. От 1963 г. е член на Съюза на българските художници. Умира на 31 май 2009 г.
Нейни творби са притежание на Национална художествена галерия, Софийска градска художествена галерия и градските галерии в страната. През 1979 г. ѝ е присъдено званието „Заслужил художник“, а през 1982 г. получава орден „Св. св. Кирил и Методий“ I степен.
Умира на 31 май 2009 г. в София. Погребана е в Централните софийски гробища.